# Цитадель Кадусиев

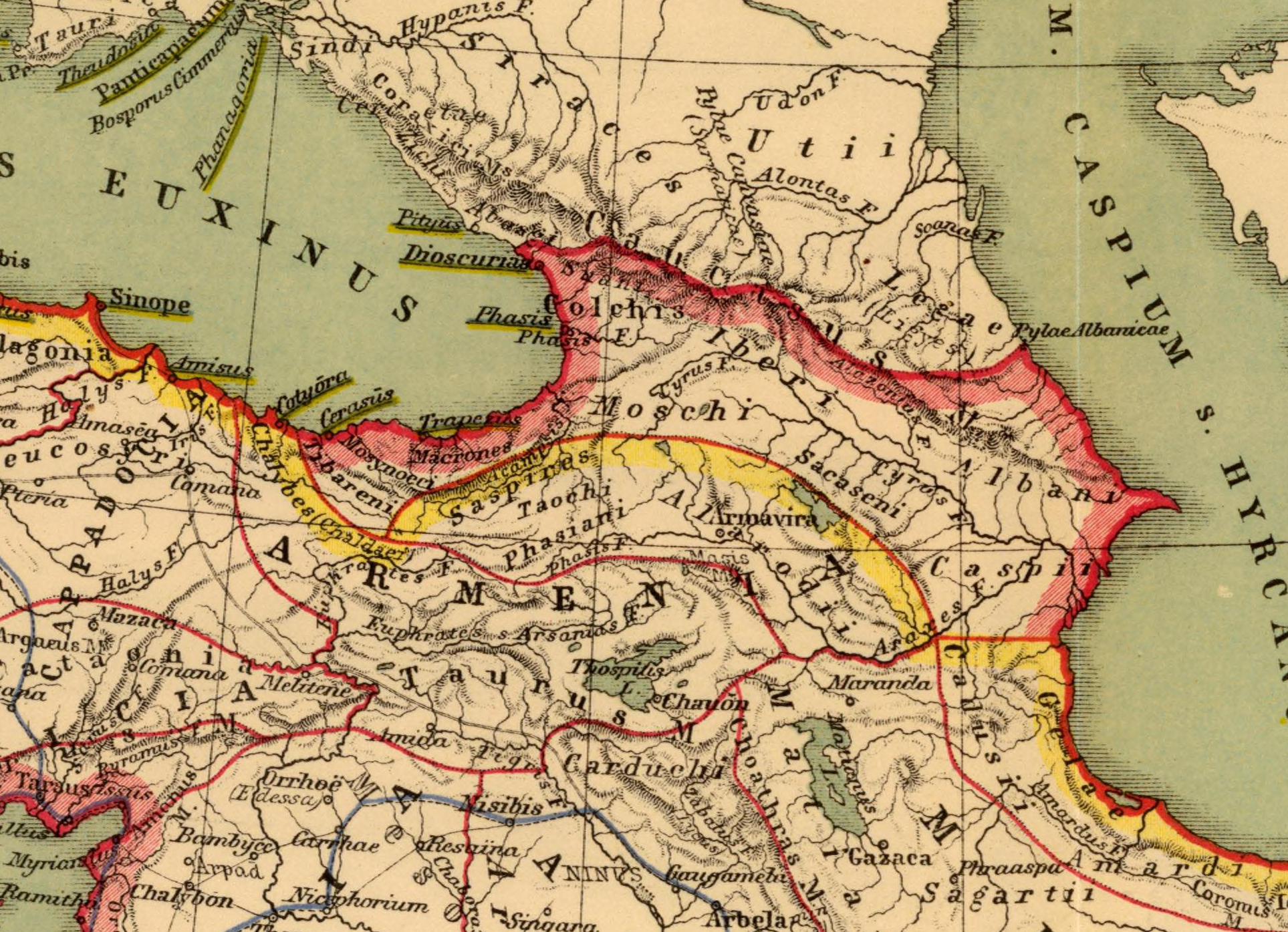
Кадусии и Амарды на юго-западном побережье Каспийского моря

Цитадель кадусиев — цитадель кадусиев, обнаруженная при археологические исследования в Калураз-Тепе в провинции Гилян. Использовалась в качестве пограничной крепости и защищала от вторжения людей из Амарты и Марлика в этот регион.

## История
Первый сезон археологических раскопок в Калураз-Тепе привел к открытию первого архитектурного плана, относящегося к железному веку (1350-800 гг. До н.э.). На этом историческом месте есть постройка с большими залами и несколькими комнатами. Исторический холм Калураз, расположенный в Ростам-Абаде, является древнейшим историческим памятником Гилянской провинции. Это историческое место когда-то было раскопано иранскими археологами в 1960-х годах, но, поскольку оно принадлежало официальной власти предыдущего режима, археологические раскопки прекращались до недавнего времени. Наконец, в 2015 году на этом участке начались рытье буровых ям и стратиграфические работы. «Открытия во время первого сезона раскопок в Калураз-Тепе показывают, что этот холм не мог быть резиденцией простых людей или даже аристократов. Двухметровая цитадель, окружающая холм и залы, а также замысловатые комнаты с кирпичными полами указывают на то, что этот комплекс должен был быть резиденцией видных социальных слоев. Принимая во внимание эти свидетельства и то, что это историческое место было пограничным районом в эпоху племени кадусиев, доказывают тот факт, что Калураз был правительственной цитаделью, которая также играла защитную роль», - говорит Мохаммад Реза Халатбари, директор доисторического подразделения центра археологических исследований и руководитель Калуразской раскопки. По словам Халатбари, река Сефидруд всегда играла важную роль в формировании культуры и цивилизации в провинции Гилян.
"В средние века река Сефидруд делила провинцию Гилян на две части - регионы Биапас и Биапиш, столицами которых были Лахиджан и Фуман. До этого и в течение первого тысячелетия до нашей эры река разделяла провинцию Гилян на две части. Восточная часть была захвачена племенами амардов, а западная часть - племенем кадусиев. Последние находились на территории современного Талышского региона », - добавил Халатбари. Халатбари считает, что Калураз, а также крепость Пила, расположенная в историческом месте Марлика на западе и востоке от реки Сефидруд, были двумя правительственными цитаделями, которые были построены в пограничной зоне этой реки для защиты границ кадусиев и амардов. Марлик-Тепе, которое считается первым кладбищем жителей крепости Пила, является одним из важнейших исторических памятников Ирана, раскопанных Изатоллой Негахбаном в 1961 году. Чаша из Марлика - одна из самых ценных иранских исторических реликвий, найденных в этой области. Археологи полагают, что, скорее всего, племена кадусиев и амардов между собой часто воевали, и правительственные цитадели были построены в приграничной зоне реки Сефидруд для защиты границ между этими двумя племенами. Большая часть архитектурного сооружения Калураза построена из земли и камня, которые также использовались в некоторых частях, в том числе в ракушечниках.